# Johann Lerchbaumer
Johann Lerchbaumer (* 4. Januar 1867 in Klagenfurt am Wörthersee; † 21. Mai 1931 ebenda) war ein österreichischer Zimmermeister und Politiker.

## Leben
Lerchbaumer war der Sohn des Zimmermanns Michael Lerchbaumer (* 30. September 1822; † 10. Oktober 1902) und dessen Ehefrau Cäcilia geborene Krieghofer (* 10. Januar 1835; † 27. Januar 1908). Er war römisch-katholisch und heiratete am 6. November 1892 Anna Sternad (* 26. Juli 1867; † 4. Juli 1914). Aus der Ehe gingen sechs Söhne und zwei Töchter hervor. Nach dem Tod der ersten Ehefrau heiratete er am 6. Oktober 1915 in zweiter Ehe Anna Maria Holl (* 15. August 1885; † 2. Juni 1972). Diese Ehe blieb kinderlos.
Lerchbaumer machte eine Lehre als Zimmermann und übernahm 1888 den väterlichen Zimmereibetrieb. Diesen erweiterte er zu einem Großbetrieb und wurde zum Stadtzimmermeister ernannt. Er war Gründungsmitglied der humanitären Tischrunde „Drahrer“ beim „Sandwirth“. Von 1904 bis 1907 war er Gemeinderat in Klagenfurt. Er war Mitglied der DVP und nach dem Ersten Weltkrieg Obmann-Stellvertreter der GDVP in Kärnten.
Vom 21. September 1900 bis zum 20. September 1915 war er Abgeordneter im Kärntner Landtag. Im Landtag war er Mitglied des Bauausschusses. Er gehörte dem Klub DVP an.